# 79a Divisió Cuirassada
La 79a Divisió Cuirassada (anglès: 79th Armoured Division) va ser una divisió cuirassada especialitzada de l'exèrcit britànic creada durant la Segona Guerra Mundial. La divisió es va crear com a part dels preparatius per en la invasió de Normandia el 6 de juny de 1944.
El major-general Percy Hobart comandava la divisió i s'encarregava del desenvolupament de vehicles blindats que eren solucions als problemes del desembarcament amfibi a la costa francesa defensada; aquests tancs d'aspecte inusual que la divisió desenvolupava i operava eren coneguts com les "Hobart's Funnies". Inclouen tancs que flotaven, podien netejar mines, destruir defenses, portar i posar ponts i carreteres. L'ús pràctic d'aquests tancs especialitzats es va confirmar durant els desembarcaments a les platges. Els seus vehicles es van distribuir com a petites unitats entre les divisions que participaven en els desembarcaments i les operacions posteriors. La divisió va romandre en acció durant la campanya del nord-oest d'Europa, proporcionant suport especialitzat durant els assalts al 21è Grup d'Exèrcits i, ocasionalment, a unitats americanes fora del 21è. De nou van ser d'una utilitat important durant les travessies del Rin.

## Història

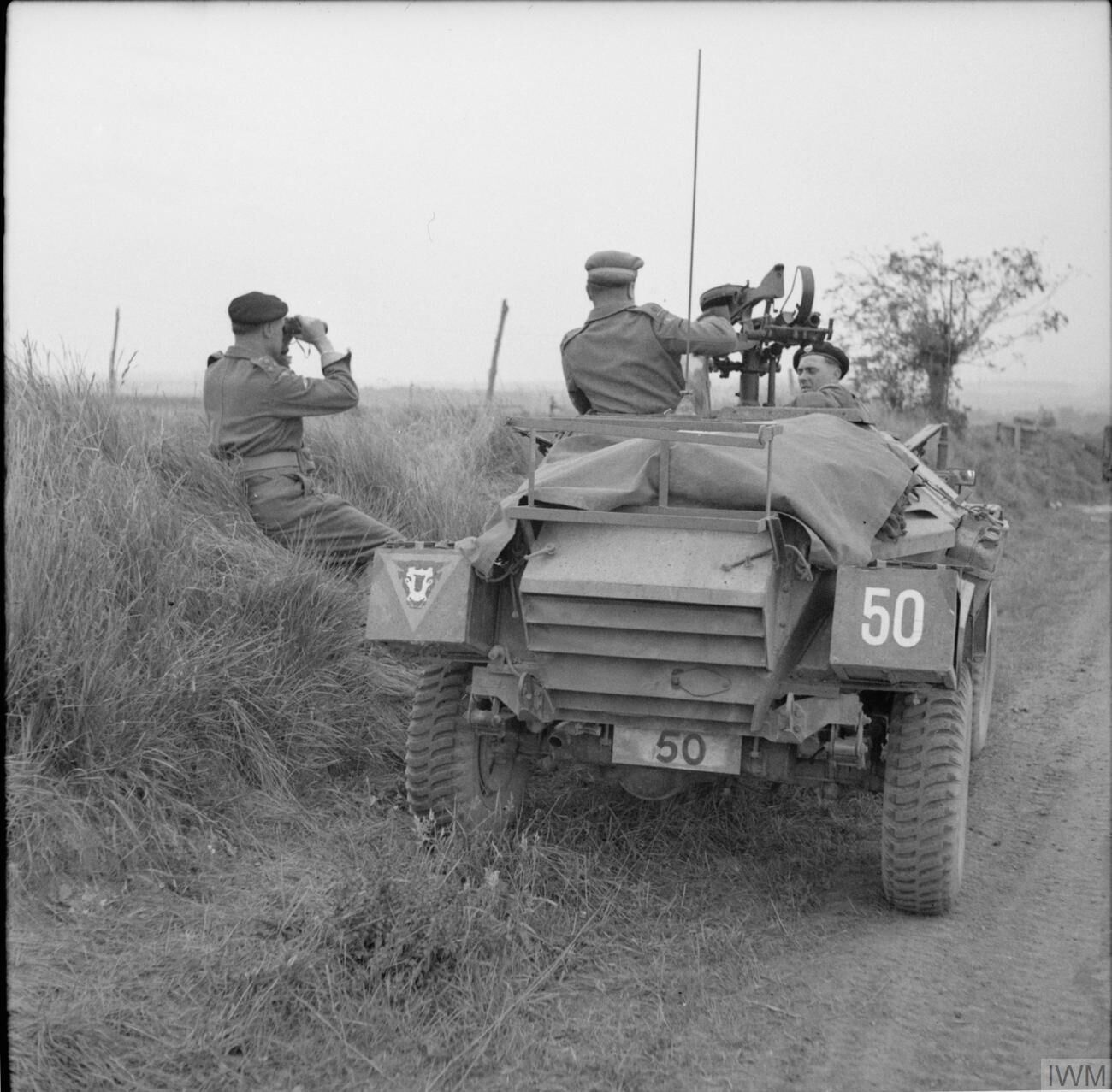
El brigadier NW Duncan de la 30a Brigada Cuirassada observa l'atac a Caen des del seu cotxe Humber Scout fora de Beuville, el 8 de juliol de 1944.

La divisió es va formar com una formació cuirassada estàndard que servia al Regne Unit sota el comandament del nord l'agost de 1942. El general Sir Alan Brooke, el cap de l'Estat Major Imperial, que va preveure la necessitat de vehicles blindats especialitzats, va oferir el comandament de la divisió al major-general Percy Hobart l'octubre de 1942.
Inicialment, la divisió incloïa infanteria, artilleria i enginyers, però la unitat d'infanteria, la 185a, va ser retirada el setembre de 1942, els seus regiments d'artilleria van ser eliminats tots a l'abril de 1943 i les seves unitats d'enginyeria generalment van ser eliminades el novembre de 1943.
Hobart va donar una direcció ferma i els tancs d'aspecte estrany que va desenvolupar i va operar eren coneguts com Hobart's Funnies. Incloïen tancs que suraven, podien netejar mines, destruir defenses, portar i posar ponts i carreteres, qualsevol cosa que permetés a la força d'invasió arribar a terra i trencar les defenses alemanyes. La divisió va desembarcar a França el juny de 1944. La divisió es va utilitzar encara més durant la batalla de Brest, la batalla per l'estuari de l'Escalda (operació Enamorat), la batalla pel Triangle de Roer (operació Blackcock), les travesses del Rin (operació Saqueig) i la travessa de l'Elba.
La 79a Divisió Cuirassada es va dissoldre el 20 d'agost de 1945. Posteriorment, Hobart va comandar l'Especialized Armor Development Establishment (SADE), que es va formar per elements de la 79a juntament amb el Centre de Desenvolupament i Entrenament d'Assalt.

## Equipament
L'equipament incloia el següent:
- El tanc "Duplex Drive" era un tanc Sherman convertit per a ús amfibi amb dos tipus de locomoció: cadenes i hèlixs; el disseny va ser utilitzat pels aliats en les fases inicials del desembarcament de Normandia el 1944.
- El Sherman Crab era un tanc de marals de mines dissenyat per netejar un camí segur a través d'un camp de mines fent detonar mines deliberadament davant del vehicle; el disseny es va utilitzar per primera vegada durant la campanya nord-africana el 1942.
- El Churchill vehicle cuirassat dels Royal Engineers (AVRE) era un Churchill III o IV molt modificat i armat amb un "Petard", un morter de 290 mm que disparava una bomba de demolició "Flying dustbin" de 40 lliures (18 kg).
- El 'Bobbin' Carpet Layer era un Churchill AVRE equipat amb un rotllo d'estora per col·locar-se a la platja o una altra superfície tova.
- El Fascine Carrier era un Churchill AVRE que podia portar i posar grans paquets de pals per reparar forats al terra.
- El Small Box Girder ('SBG') era un Churchill AVRE equipat i hi havia un pont prou gran per creuar un buit de 30 peus.
- El Churchill Armored Ramp Carrier ('ARK') era un tanc Churchill sense torreta amb rampes als dos extrems que, quan es baixaven, podrien formar un pont mòbil.
- El "Buffalo" Landing Vehicle Tracked ('LVT') era un vehicle amb eruga destinat a transportar les reposicions dels vaixells a terra; el disseny es va utilitzar en la batalla de l'Escalda durant la travessia del Rin el 1945.
- El vehicle blindat de transport de personal Kangaroo era un canó autopropulsat o un altre vehicle blindat, excedent als requisits que es convertia mitjançant l'eliminació del canó o la torreta en un transport d'infanteria. El Kangaroo no es va desenvolupar fins després dels desembarcaments del dia D.
- El Canal Defense Light ('CDL') era un potent reflector d'arc de carboni muntat en un tanc que es podia desplegar per enlluernar i confondre les tropes enemigues.
- El Churchill Crocodile era un  tanc Churchill VII en el qual la metralladora de casc es va substituir per un llançaflames; el combustible es portava darrere del dipòsit en un remolc de rodes blindat.

### Galeria d'imatges

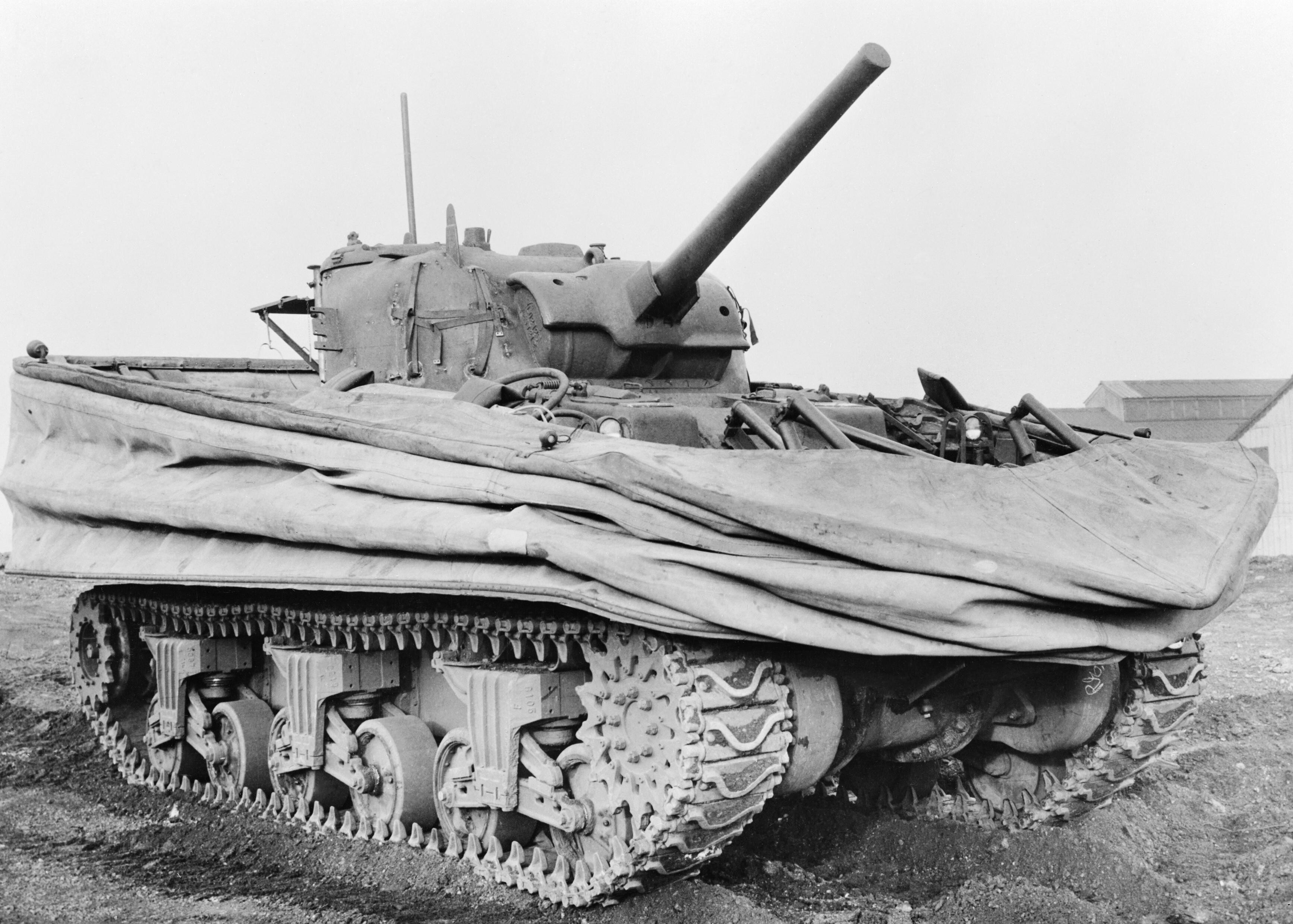
Tanc Sherman Duplex Drive amb la pantalla de flotació baixada
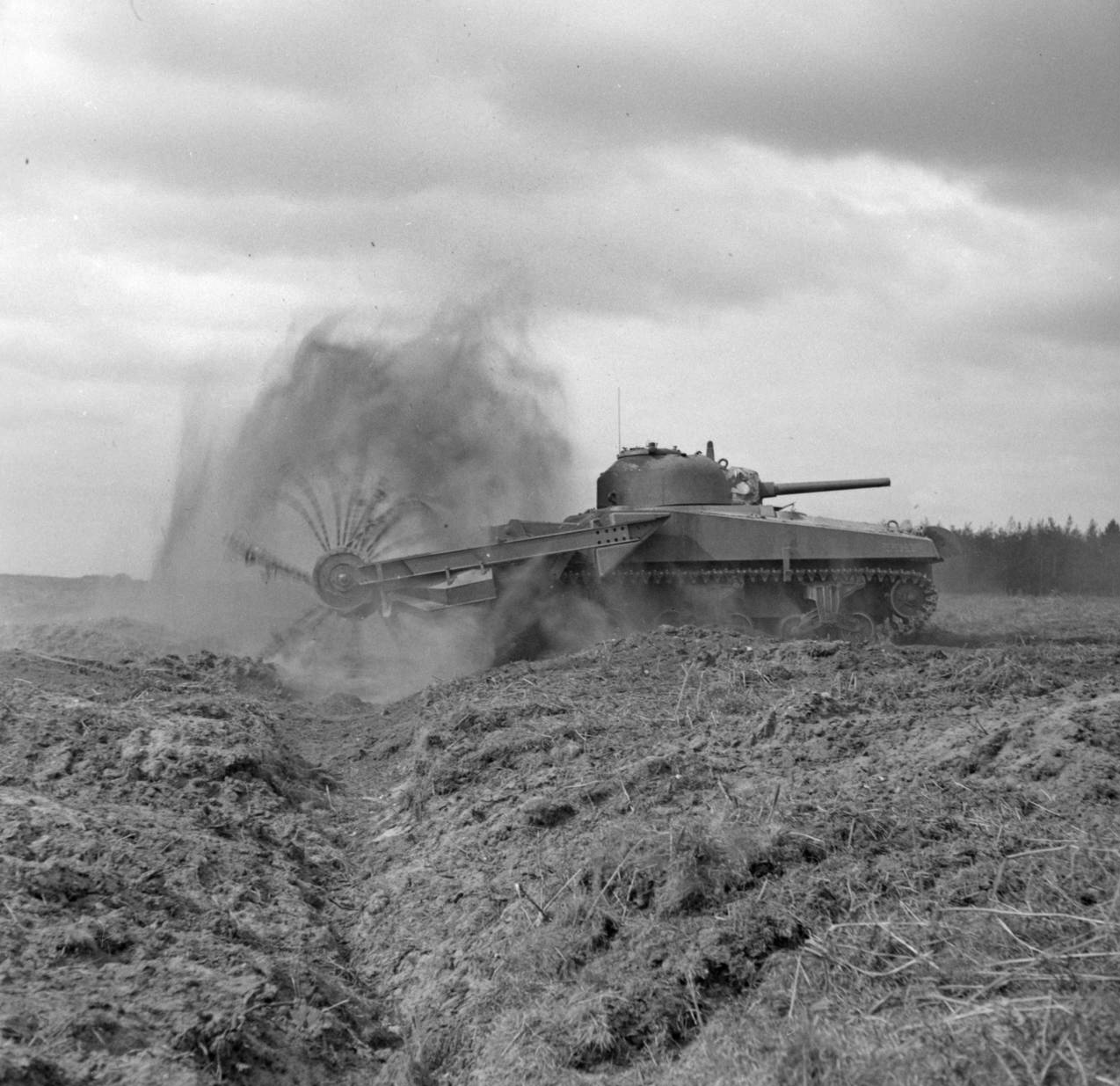
Cranc Sherman; flagell baixat en un bany; torreta travessada per darrere per evitar marxes
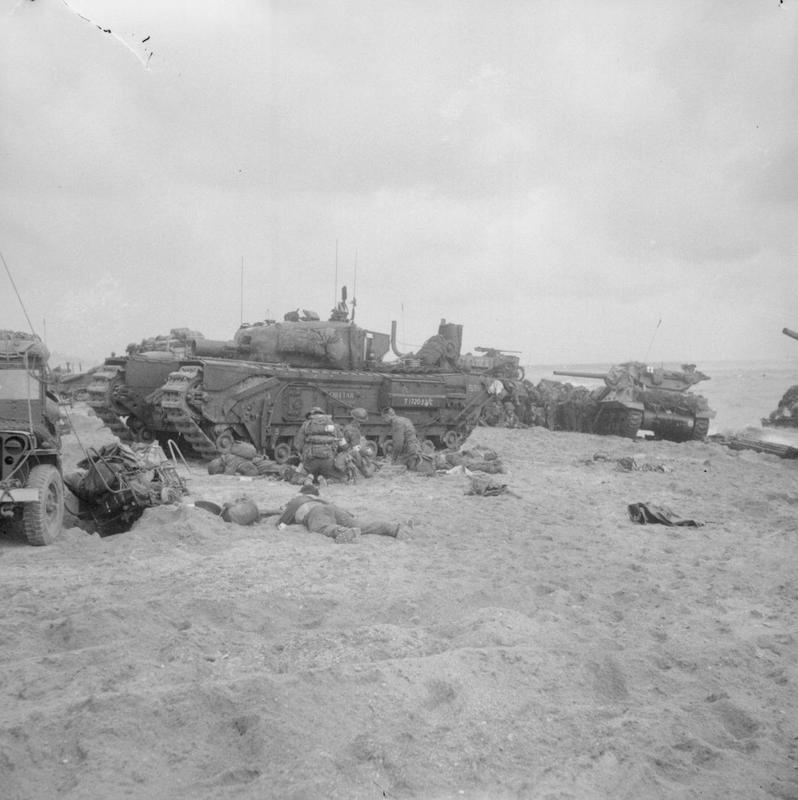
Churchill AVRE del 5è Regiment d'Assalt, Royal Engineers - Sword Beach, 6 de juny de 1944.
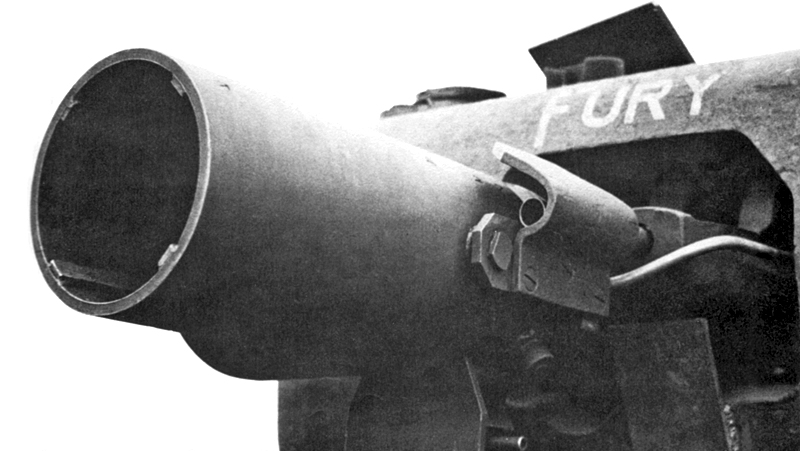
Primer pla d'un morter Petard d'AVRE
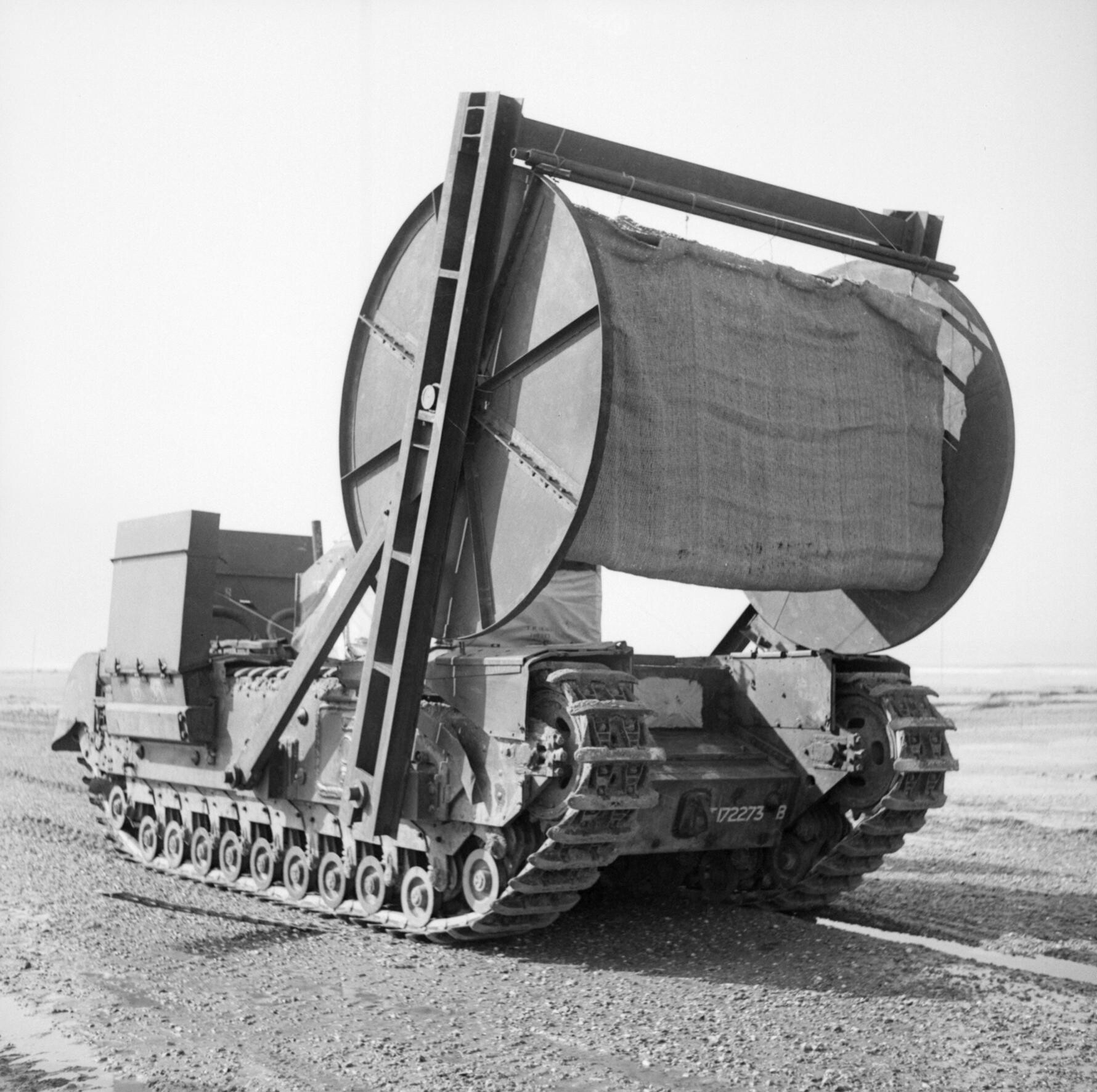
Rotlle de catifes tipus D": el Churchill està equipat amb entrades i escapes de radiadors estesos perquè pugui vadejar a terra
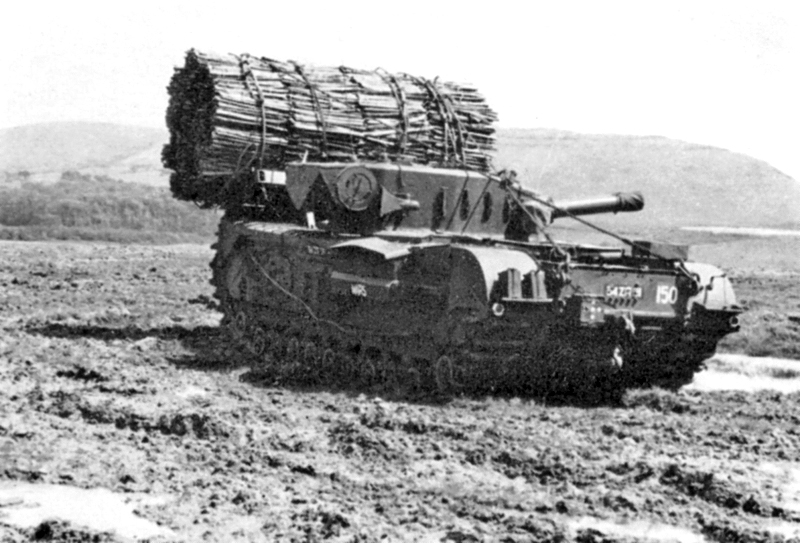
AVRE amb Fascine Carrier (un bressol que es podria inclinar cap endavant per dipositar fascina)
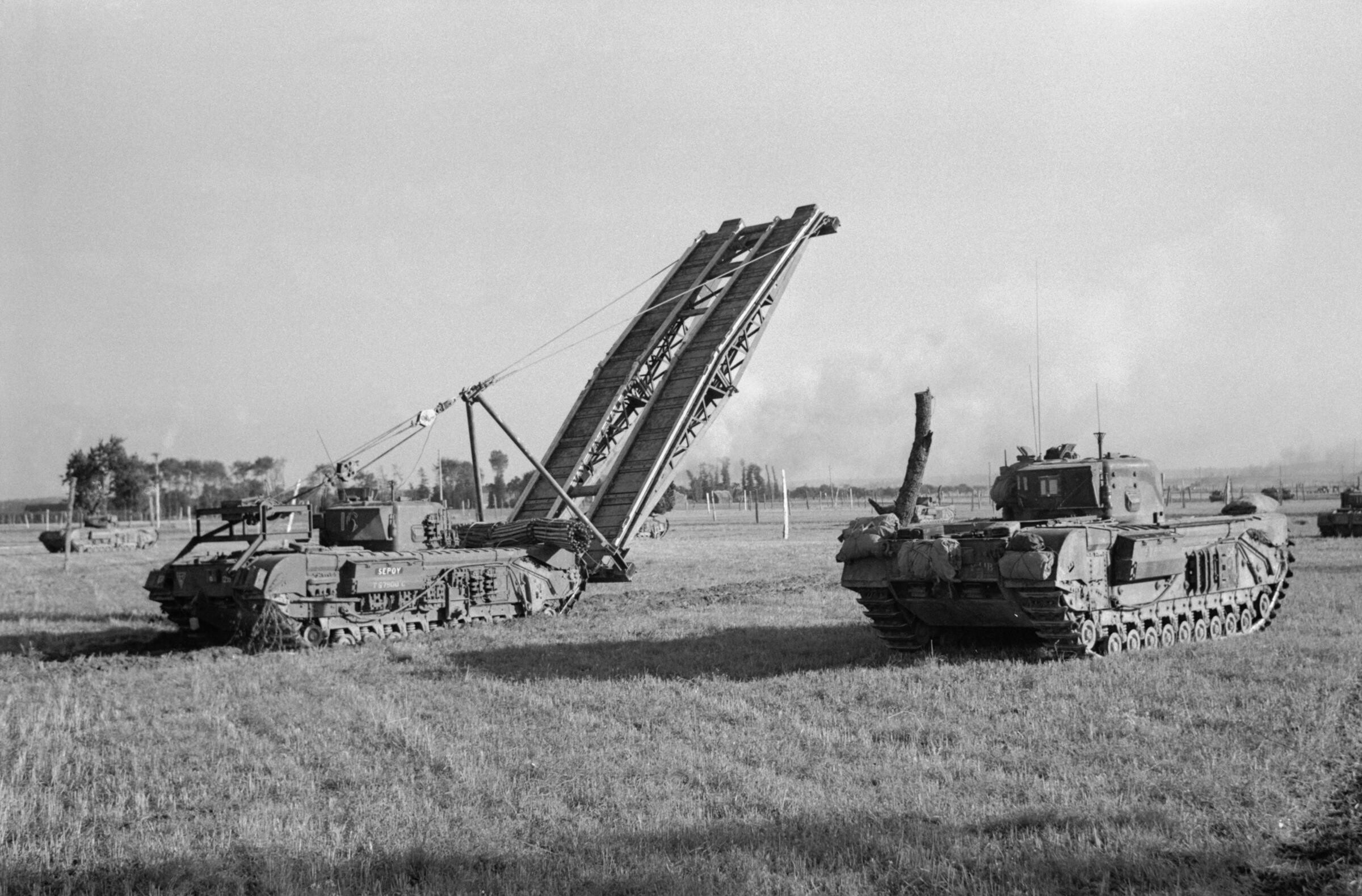
Capa de pont de Big Box Girder al nord-oest d'Europa 1944-45
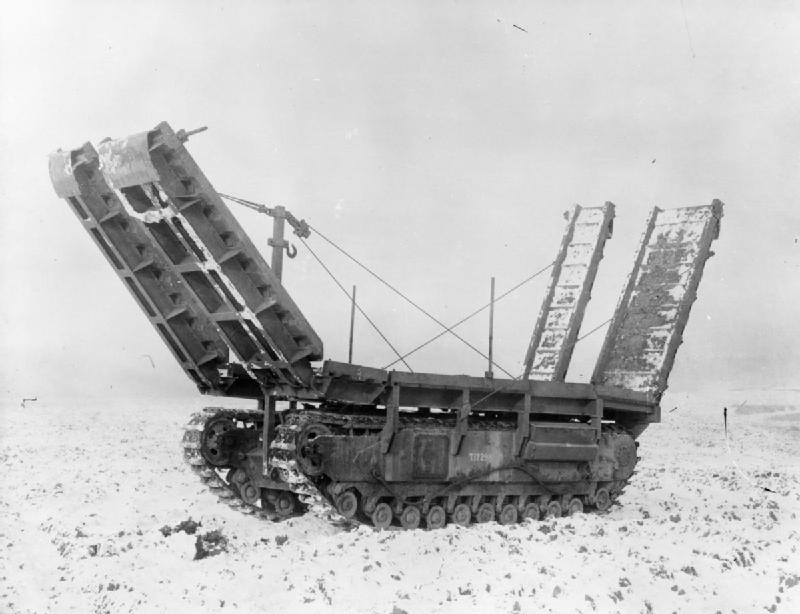
El transport de rampa blindat
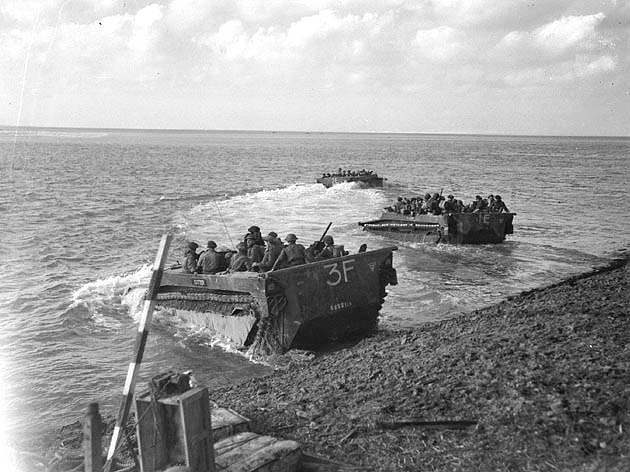
Vehicles amfibis Buffalo que porten canadencs a través de l'Escalda 1944
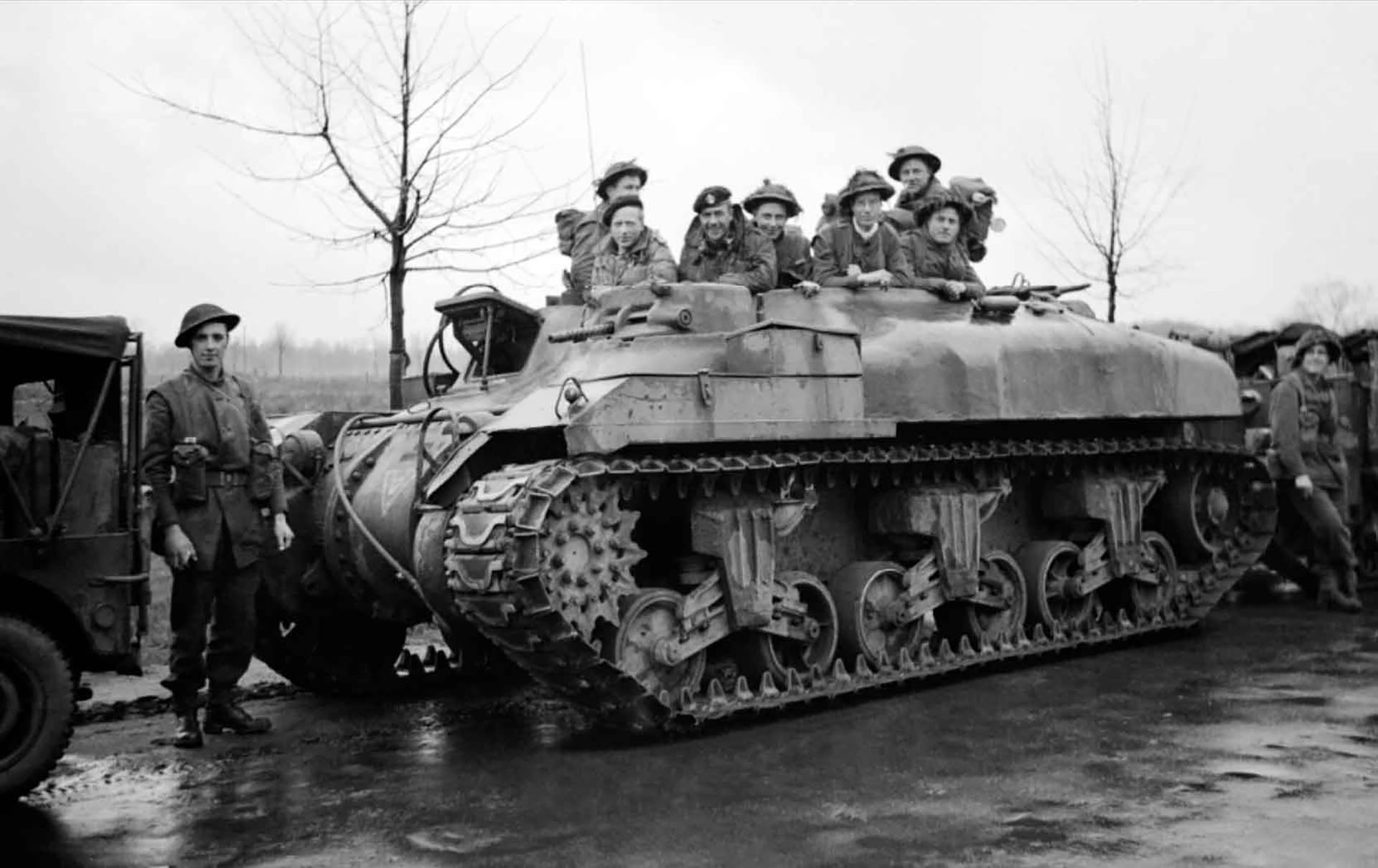
Tanc Ram convertit en vehicle de transport de personal Kangaroo utilitzat per la infanteria de la 53a Divisió (Gal·lesa), als afores d'Ochtrup, el 3 d'abril de 1945
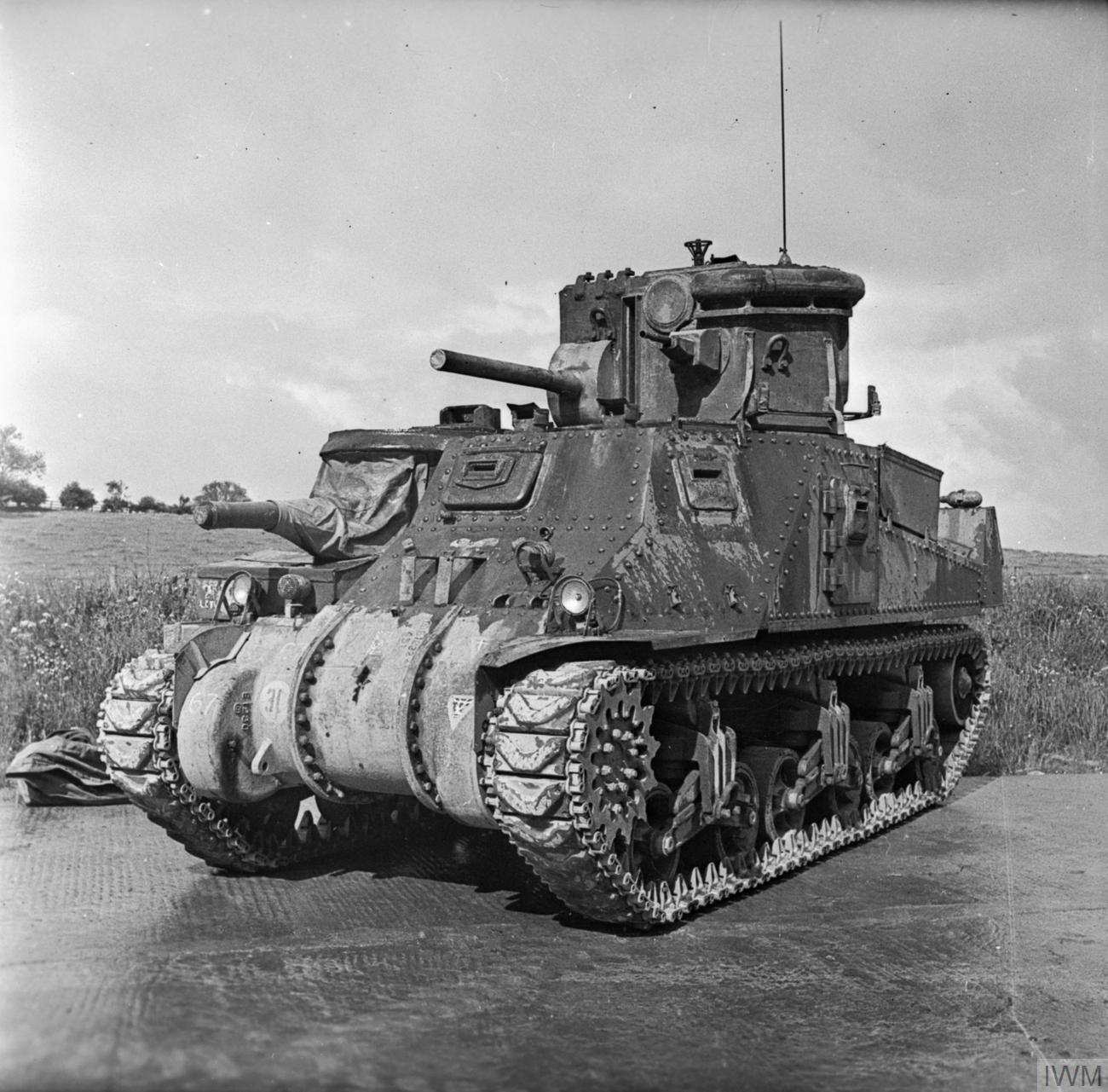
Tanc M3 equipat amb Canal Defense Light a la torreta
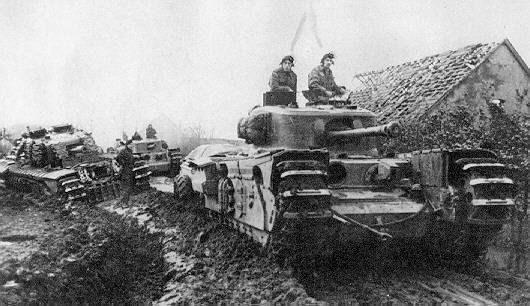
Churchill Crocodile

## Ordre de batalla
14 d'agost de 1942

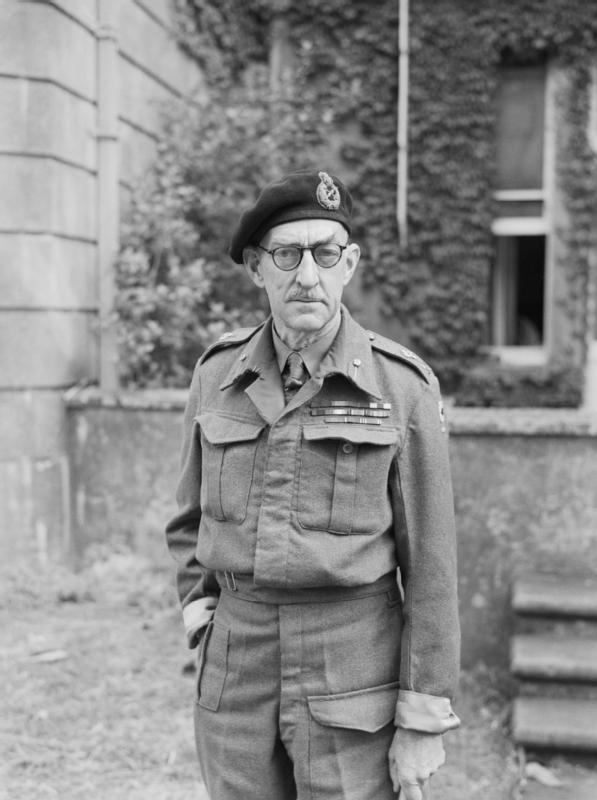
El MG Percy Hobart

La 79a Divisió Cuirassada va ser creada inicialment com una divisió cuirassada convencional, amb una brigada cuirassada, una brigada d'infanteria i cossos de suport.
27a Brigada Cuirassada – Inclosa a la 79a Divisió Cuirassada entre el 8 de setembre de 1942 i el 20 d'octubre de 1943.
- 4th/7th Royal Dragoon Guards
- 13th/18th Royal Hussars (Queen Mary's Own).
- 1st East Riding Yeomanry

185a Brigada d'Infanteria – Transferida a la 3a Divisió Mecanitzada el 9 d'Abril de 1943.
- 2n Bn Royal Warwickshire Regiment
- 1r Bn Royal Norfolk Regiment
- 2n Bn King's Shropshire Light Infantry

Quarter General Royal Artillery – convertit en 9è Grup d'Exèrcits Royal Artillery l'1 de maig de 1943
- 142è Regiment de Camp (Royal Devon Yeomanry), RA[7]
- 150è Regiment de camp (South Notts Hussars Yeomanry), RA[8]
- 55è Regiment antitanc (Suffolk & Norfolk Yeomanry), RA[9]
- 119è regiment d'artilleria antiaèria lleugera, RA[10]

1943
30a Brigada Cuirassada – Transferida a la divisió el 17 d'octubre de 1943.
- 22è Dragoons
- 2n County of London Yeomanry (Westminster Dragoons)
- 1r Lothians and Border Horse

1a Brigada d'Assalt I Esquadró d'Assalt RE – Format l'1 de novembre de 1943
- 5è Regiment d'assalt RE
- 6è Regiment d'assalt RE
- 42nd Regiment d'assalt RE

Operacion Overlord (Desembarcament de Normandia)
La divisió estava sota el comandament directe del 21è Grup d'Exèrcits, parts van ser situades en suport del Segon Exèrcit per a l'Operació Overlord.
1a Brigada d'Assalt I Esquadró d'Assalt RE (AVRE)
- 149 Parc d'Esquadró d'Assalt, RE
- 5è Regiment d'assalt RE
  - 77 Esquadró d'Assalt, RE
  - 79 Esquadró d'Assalt, RE
  - 80 Esquadró d'Assalt, RE
  - 26 Esquadró d'Assalt, RE
- 6è Regiment d'assalt RE
  - 81 Esquadró d'Assalt, RE
  - 82 Esquadró d'Assalt, RE
  - 87 Esquadró d'Assalt, RE
  - 284 Esquadró d'Assalt, RE
- 42è Regiment d'assalt RE
  - 16 Esquadró d'Assalt, RE
  - 617 Esquadró d'Assalt, RE
  - 222 Esquadró d'Assalt, RE
  - 557 Esquadró d'Assalt, RE – quedà a Anglaterra com a unitat d'entrenament

30a Brigada Cuirassada (Sherman Crab)
- 22è Dragoons
- 2n County of London Yeomanry (Westminster Dragoons)
- 1r Lothians and Border Horse

Setembre de 1944
Aquest és l'ordre de batalla el 17 de setembre de 1944, en començar l'operació Horta. La divisió no participà en la batalla, però va participar molt en batalles per conquerir els ports del Canal, com l'operació Astonia a Le Havre, o la batalla de l'Escalda-
30a Brigada Cuirassada (Sherman Crab)
- 22è Dragoons
- 2n County of London Yeomanry (Westminster Dragoons)
- 1r Lothians and Border Horse

1a Brigada d'Assalt I Esquadró d'Assalt RE (AVRE)
- 5è Regiment d'assalt RE
- 6è Regiment d'assalt RE
- 42è Regiment d'assalt RE

1a Brigada de Tancs
- 11è Reial Regiment de Tancs - Grant CDL tank
- 42è Reial Regiment de Tancs - Grant CDL tank
- 49è Reial Regiment de Tancs - Grant CDL tank

 31a Brigada de Tancs
- 141è Regiment Royal Armoured Corps - Churchill Crocodile
- 1r Fife and Forfar Yeomanry - Churchill Crocodile
- 1r Regiment Canadenc deTransports Cuirassats - Vehicles blindats de transport de personal Kangaroo

Operació Varsity (travessa del Rin)
Aquest és l'ordre de batalla el 23 de març de 1945, data d'inici de la travessa del Rin i l'inici de l'avanç final cap a Alemanya. Com es pot veure, la divisió havia crescut a mida que el requeriment de vehicles cuirassats especialitzats augmentava.
1a Brigada d'Assalt Royal Engineers (AVRE)
- 5è Regiment d'assalt R.E.
- 6è Regiment d'assalt R.E.
- 42è Regiment d'assalt R.E.
- 87 Esquadró d'Assalt Doze, R.E.
- 149 Esquadró de Parc d'Assalt, R.E.

30a Brigada Cuirassada (Sherman Crab)
- 22è Dragoons
- 2n County of London Yeomanry (Westminster Dragoons)
- 1r Lothians and Border Horse

31a Brigada Cuirassada (Churchill Crocodile, Kangaroo
- 1r Fife and Forfar Yeomanry (Crocodile)
- 141è Regiment Royal Armoured Corps (Crocodile)
- 7è Royal Tank Regiment (Crocodile)
- 49è Armoured Personnel Carrier Regiment (Kangaroo)
- 1r Canadian Armoured Carrier Regiment (Kangaroo)

33rd Armoured Brigade (LVT 4)
- 1r Northamptonshire Yeomanry
- 1r East Riding Yeomanry
- 4t Royal Tank Regiment
- 11è Royal Tank Regiment